# Gold: Greatest Hits
Az ABBA Gold: Greatest Hits a svéd ABBA 1992. szeptember 21-én megjelent válogatáslemeze, melyet először a Polygram jelentetett meg, majd 2008-ban ismét megjelent az Universal Music Australia kiadón keresztül.
A lemezből több mint 30 millió példány talált gazdára, így a lemez a legkelendőbb ABBA albumnak számít világszerte. 1992 óta többször is kiadták, 2008-ban egybeesett a kiadás a Mamma Mia! című film kiadásával. 2014-ben a csapat 40. évfordulójának és az Eurovíziós Dalfesztivál megnyerésének évfordulója alkalmából jelentették meg újra.
A legtöbb formátumban kiadott válogatásalbum, mely LP, CD, DVD, VHS, DCC és Laser Disc (LD) lemezen is kiadásra került.

## Áttekintés
A lemez kiadása előtt a korábban kiadott ABBA válogatáslemezek forgalmazását megszüntették, és csak az eredeti stúdióalbumok, és az ABBA Live 1986-os válogatáslemez maradt forgalomban. A Gold: Greatest Hits válogatást a közönség jól fogadta, és az egyik legkelendőbb albumává vált.
A Gold: Greatest Hits különféle kiadásokban, vagy remasterelt kiadásban újra megjelentették:
| Év   | Kiadás                          | Megjegyzés |
| ---- | ------------------------------- | --- |
| 1992 | Eredeti megjelenés              | Az eredeti 1992-es megjelenésen a "Voulez-Vous" és a "The Name Of The Game." eredeti változata helyett az US Promo Edit vágott változata került fel a lemezre. |
| 1999 | Remasterelt újrakiadás          | Az ABBA 25. évfordulója alkalmából a Eurovíziós Dalfesztiválon megnyert "Waterloo" című dal, valamint a "Voulez-Vous" és a "The Name Of The Game." dalok eredeti változatai kerültek a lemezre. A fekete borítón a tagok aláírásai láthatók aranyírásban. A dalok újramaszterelt feljavított minőségben kerültek a lemezre.                          |
| 2002 | 10. évfordulós kiadás           | A borítón a hivatalos ABBA logót a hivatalos betűtípusra cserélték, és a hátlapot is újratervezték. Európában és Új-Zélandon az európai számlistával jelent meg, nem az ausztrállal. Az albumot nem az Ausztrál kiadó jelentette meg. |
| 2008 | Második újramaszterelt változat | A lemez kiadása egybeesik a Mamma Mia! film kiadásával. A lemezt egy úgynevezett "ékszerdobozban" jelentették meg a teljes stúdiófelvételeket feljavítva. Az ausztrál számlistát szerepeltetik az Európai kiadáson, de az Ausztrál kiadás nem tartalmazza az Európai számlistát. Ezt a változatot 2010-ben megjelentették az Egyesült Államokban is. |
| 2010 | Special Edition                 | Ez a kiadás két lemezt tartalmaz. Az Eredeti változat 2008-as remasterelt változatát, valamint a 2010-ben feljavított videóklipek DVD-jét. |
| 2014 | 40. évfordulós kiadás           | A 3 CD-s változat tartalmazza az eredeti kiadást (disc 1), a második a More ABBA Gold: More ABBA Hits (disc 2) válogatást, és a "Golden B-sides" nevű lemezt (disc 3), mely 20. B. oldalas dalt tartalmaz. |

## Regionális kiadások

### Ausztrál kiadás
Ausztráliában és Új-Zélandon megjelent 1992-es és 1999-es kiadások, módosított számlistát tartalmaznak, melyek a nemzetközi kiadás másik három dalát helyettesítik.
A 2002-es kiadás nem jelent meg Ausztráliában, míg Új-Zélandon a nemzetközi kiadást megjelentették.
2008-tól csak a nemzetközi kiadások jelentek meg Ausztráliában és Új-Zélandon.

### Spanyol kiadás
Az eredeti 1992-es kiadás a Chiquitita és Fernando spanyol változatát tartalmazta az angol változat helyett.
Röviddel a Gold: Greatest Hits kiadása után megjelent az album spanyol változata az Oro: Grandes Éxitos, majd a Mas Oro: Mas Grandes Exitos
Röviddel az Gold: Greatest Hits kiadása után, az album egy spanyol változata, a Oro: Grandes Exitos címet adták ki, majd később Mas Oro: Mas Grandes Exitos.

### Video és DVD
1992-ben megjelent egy VHS videókazetta, mely az eredeti album összes dalának videóklipjeit tartalmazza. A 90-es évek során különféle változatokat jelentettek meg, míg az Universal Music kiadó 2003-ban újra megjelentette a videóklip válogatást, ezúttal DVD-n. A lemezen az eredeti klipek mellett tartalmazott még egy 25. perces dokumentumfilmet, a Dancing Queen 1992-es videóját is. 2010-ben a kiadást még hat bónusz klippel jelentették meg. A bónusz klip a Money, Money, Money című dal rajzfilm változata volt. Ez a kiadás viszont nem tartalmazta a 2003-as dokumentumfilmet, és a Dancing Queen 1992-es változatát. Ez a lemez önálló DVD-ként és a 2010-es "Special Edition" újbóli kiadásának részeként volt elérhető.

### Egyéb változatok
2002-ben az Egyesült Királyságon kívül Európában jelentették meg a bónusz második disc-et, mely a következő dalokat tartalmazza:
1. "Summer Night City"
2. "Angeleyes"
3. "The Day Before You Came"
4. "Eagle"
5. "I Do, I Do, I Do, I Do, I Do"
6. "So Long"
7. "Honey, Honey"
8. "The Visitors"
9. "Ring Ring"
10. "When I Kissed the Teacher"
11. "The Way Old Friends Do"

Az Egyesült Királyságban 2004-ben megjelent a 30. évfordulós változat, melynek borítóján nem aranyszínű volt az aláírás, hanem fekete. Az eredeti kiadás tartalmazott egy CD-t, melynek 19. zeneszámából csak 18-at tartalmazott. A The Name Of The Game nem szerepelt a számlistában. A lemezt DVD nélkül is forgalmazták.

## Helyezések
Az album az angol albumlistán öt különböző alkalommal 16 éven át volt helyezett. Először a kiadás évében, 1992-ben, majd 1999-ben háromszor, majd 2008-ban ismét felkerült a slágerlistára. Az album 5,58 millió példányban talált gazdára az Egyesült Királyságban. Ezt korában csak a Queen Greatest Hits albumának sikerült. Az Egyesült Államokban 5,8 millió példányt adtak el, és a Nielsen Music felmérése szerint  19. legjobban fogyó album a világon.
Németországban a lemez 2,5 millió példányban talált gazdára, és ötszörös platina helyezést kapott az album. Svájcban tízszeres platina minősítést kapott az 500.000 példány értékesítése végett. Ausztriában az album 397 hétig volt slágerlistás, így a második leghosszabb helyezés volt a slágerlistán. Az album háromszor volt Top 10-es helyezés, kétszer a Mamma Mia!, és a Mamma Mia! Sose hagyjuk abba film megjelenése után. Svédországban az album a 6. legjobb slágerlistás helyezett volt 2016 októberében. Ausztriában az album a 4. legjobban fogyó album volt. Ausztráliában minden idők 3. és 4. legjobban fogyó albuma lett.

## Kritikák
A Gold: Greatest Hits című válogatást az eddig megjelent egyik legbefolyásosabb válogatás albumnak nevezték. Elisabeth Vincentelli zenekritikus a "New York Post", és "Time Out New York"-tól az albumot az ABBA zenéjének kritikus újraélesztésének nevezte, tíz évnyi elhanyagolás után, miután a zenekar 1982-ben felbomlott.
A korábbi Rolling Stone újság írója Tom Moon az 1000 dal amit hallanod kell, mielőtt meghalsz közé sorolta a lemezt, és azt mondta, hogy "Kiváló "kezdőcsomag" azoknak, akik meg akarják ismerni a The Beatles utáni popkorszakot 

## Számlista
A válogatás tartalmazza a Lay All Your Love on Me című dalt is, mely Top 10-es sláger volt az Egyesült Királyságban, és Írországban, melyet csak limitált példányszámban lehetett megvenni kislemezen.
Az album Ausztrália kiadása 2008-ig magába foglalta az I Do, I Do, I Do, I Do, I Do című dalt is, mely sikeres volt, kivéve az Egyesült Királyságot, és Írországot. Nem tartalmazza a Summer Night City című dalt, mely nagyobb sláger volt szerte a világban, mint a Voulez-Vous

### Megjelenés világszerte
(Ausztráliában 2008-ig nem ezzel a számlistával jelent meg)
|     | Cím                                                                                               | Szerző(k)                         | Producer(ek) | Hossz |
| --- | ------------------------------------------------------------------------------------------------- | --------------------------------- | ------------ | ----- |
| 1.  | Dancing Queen                                                                                     | Andersson, Stig Anderson, Ulvaeus |              | 3:52  |
| 2.  | Knowing Me, Knowing You                                                                           | Andersson, Anderson, Ulvaeus      |              | 4:02  |
| 3.  | Take a Chance On Me                                                                               |                                   |              | 4:04  |
| 4.  | Mamma Mia                                                                                         | Andersson, Anderson, Ulvaeus      |              | 3:33  |
| 5.  | Lay All Your Love on Me                                                                           |                                   |              | 4:34  |
| 6.  | Super Trouper                                                                                     |                                   |              | 4:14  |
| 7.  | I Have a Dream                                                                                    |                                   |              | 4:44  |
| 8.  | The Winner Takes It All                                                                           |                                   |              | 4:55  |
| 9.  | Money, Money, Money                                                                               |                                   |              | 3:08  |
| 10. | SOS                                                                                               | Andersson, Anderson, Ulvaeus      |              | 3:21  |
| 11. | Chiquitita                                                                                        |                                   |              | 5:26  |
| 12. | Fernando                                                                                          | Andersson, Anderson, Ulvaeus      |              | 4:13  |
| 13. | Voulez-Vous (1992-es eredeti edit változat) / (Original 5:09 Version az újrakiadáson jelent meg.) |                                   |              | 4:22  |
| 14. | Gimme! Gimme! Gimme! (A Man After Midnight)                                                       |                                   |              | 4:48  |
| 15. | Does Your Mother Know                                                                             |                                   |              | 3:15  |
| 16. | One of Us                                                                                         |                                   |              | 3:58  |
| 17. | The Name Of The Game (US Promo Edit / (Original 4:54 Version az újrakiadáson jelent meg.)         | Andersson, Anderson, Ulvaeus      |              | 4:00  |
| 18. | Thank You for the Music                                                                           |                                   |              | 3:51  |
| 19. | Waterloo                                                                                          | Andersson, Anderson, Ulvaeus      |              | 2:42  |

### Ausztrál megjelenés
|     | Cím                                                                                                | Szerző(k)                                            | Producer(ek) | Hossz |
| --- | -------------------------------------------------------------------------------------------------- | ---------------------------------------------------- | ------------ | ----- |
| 1.  | Dancing Queen                                                                                      | Andersson, Anderson, Ulvaeus                         |              | 3:49  |
| 2.  | Knowing Me, Knowing You                                                                            | Andersson, Anderson, Ulvaeus                         |              | 4:01  |
| 3.  | Take a Chance on Me                                                                                |                                                      |              | 4:01  |
| 4.  | Mamma Mia                                                                                          | Andersson, Anderson, Ulvaeus                         |              | 3:30  |
| 5.  | Lay All Your Love on Me                                                                            |                                                      |              | 4:32  |
| 6.  | Ring Ring                                                                                          | Andersson, Anderson, Ulvaeus, Neil Sedaka, Phil Cody |              | 3:02  |
| 7.  | I Do, I Do, I Do, I Do, I Do                                                                       | Andersson, Anderson, Ulvaeus                         |              | 3:15  |
| 8.  | The Winner Takes It All                                                                            |                                                      |              | 4:54  |
| 9.  | Money, Money, Money                                                                                |                                                      |              | 3:05  |
| 10. | SOS                                                                                                | Andersson, Anderson, Ulvaeus                         |              | 3:19  |
| 11. | Chiquitita                                                                                         |                                                      |              | 5:26  |
| 12. | Fernando                                                                                           | Andersson, Anderson, Ulvaeus                         |              | 4:10  |
| 13. | Voulez-Vous (Edited Version for 1992 original) / (Original 5:09 Version used for reissues)         |                                                      |              | 4:21  |
| 14. | Gimme! Gimme! Gimme! (A Man After Midnight)                                                        |                                                      |              | 4:46  |
| 15. | Does Your Mother Know                                                                              |                                                      |              | 3:14  |
| 16. | One of Us                                                                                          |                                                      |              | 3:53  |
| 17. | The Name of the Game (US Promo Edit for 1992 original) / (Original 4:54 Version used for reissues) | Andersson, Anderson, Ulvaeus                         |              | 3:56  |
| 18. | Rock Me                                                                                            |                                                      |              | 3:02  |
| 19. | Waterloo                                                                                           | Andersson, Anderson, Ulvaeus                         |              | 2:42  |

### 2014 A 40. Jubileumi kiadás
- Disc 1: (Az eredeti 1992 megjelenés; A számlista azonos a "Világszerte" megjelenéssel)
- Disc 2: Ugyanaz, mint a  More ABBA Gold: More ABBA Hits
- Disc 3: The Golden B-sides

| 1.  | She's My Kind of Girl                                               |  | "Ring Ring" |  |
| 2.  | I Am Just a Girl                                                    |  | A legtöbb kiadás B. oldalán a "Love Isn't Easy (But It Sure Is Hard Enough)" című dal, vagy a japán kislemez megjelenésen a "Ring Ring (Bara Du Slog En Signal)" található.. |  |
| 3.  | Gonna Sing You My Lovesong                                          |  | "Waterloo (French version)" |  |
| 4.  | King Kong Song                                                      |  | "Honey, Honey" |  |
| 5.  | I've Been Waiting for You                                           |  | "So Long" |  |
| 6.  | Rock Me                                                             |  | "I Do, I Do, I Do, I Do, I Do" |  |
| 7.  | Man in the Middle                                                   |  | "SOS" |  |
| 8.  | Intermezzo No. 1                                                    |  | "Mamma Mia" |  |
| 9.  | That's Me                                                           |  | "Dancing Queen" |  |
| 10. | Crazy World                                                         |  | "Money, Money, Money" |  |
| 11. | Happy Hawaii                                                        |  | "Knowing Me, Knowing You" |  |
| 12. | I'm a Marionette                                                    |  | "Take a Chance on Me" |  |
| 13. | Medley: Pick a Bale of Cotton/On Top of Old Smokey/Midnight Special |  | "Summer Night City" |  |
| 14. | Kisses of Fire                                                      |  | "Does Your Mother Know" |  |
| 15. | The King Has Lost His Crown                                         |  | "Gimme! Gimme! Gimme!" |  |
| 16. | Elaine                                                              |  | "The Winner Takes It All" |  |
| 17. | The Piper                                                           |  | "Super Trouper" |  |
| 18. | Andante, Andante                                                    |  | "Happy New Year" |  |
| 19. | Should I Laugh or Cry                                               |  | "One of Us" |  |
| 20. | Soldiers                                                            |  | "When All Is Said and Done" |  |

## Slágerlista

### Heti összesítések
| Slágerlista (1992–2019)                                   | Legjobb helyezések |
| --------------------------------------------------------- | ------------------ |
| Ausztrália Australian Albums (ARIA)                       | 1                  |
| Ausztria Ö3 Austria                                       | 1                  |
| Belgium Ultratop Flanders                                 | 15                 |
| Belgium Ultratop Wallonia                                 | 16                 |
| Kanada Top Albums/CDs RPM                                 | 4                  |
| Kanada Canadian Albums Billboard                          | 15                 |
| Horvátország Croatian International Albums (HDU)          | 7                  |
| Csehország Czech Albums ČNS IFP                           | 30                 |
| Dánia Danish Albums Hitlisten                             | 5                  |
| Hollandia Dutch Albums Album Top 100                      | 3                  |
| Európai Unió European Albums (Music & Media)              | 1                  |
| Finnország Finnish Albums (Suomen virallinen lista)       | 1                  |
| Franciaország French Albums (SNEP)                        | 5                  |
| Németország (Offizielle Top 100)                          | 1                  |
| Magyarország (MAHASZ Top 40 albumlista)                   | 10                 |
| Írország (IRMA)                                           | 1                  |
| Olaszország Italian Albums (Musica e dischi)              | 2                  |
| Japán Japanese Albums (Oricon)                            | 13                 |
| Japán Japanese Albums (Oricon) · 10th anniversary edition | 12                 |
| Mexikó Mexican Albums (Top 100 Mexico)                    | 69                 |
| Új-Zéland (Recorded Music NZ Top 40 Albums)               | 3                  |
| Norvégia (VG-lista Album Top 40)                          | 1                  |
| Lengyelország (ZPAV Album Top 50)                         | 4                  |
| Portugália (AFP Top 30 Albums)                            | 2                  |
| Egyesült Királyság (Scottish Albums)                      | 1                  |
| Spanyolország Spanish Albums (AFYVE)                      | 3                  |
| Svédország (Sverigetopplistan Top 60 Albums)              | 1                  |
| Svájc (Schweizer Hitparade Top 100 Albums)                | 1                  |
| Egyesült Királyság (UK Albums Chart)                      | 1                  |
| Uruguay Uruguayan International Albums (CUD)              | 5                  |
| USA Billboard 200                                         | 25                 |
| USA Top Catalog Albums (Billboard)                        | 1                  |

### Év végi összesítések
| Slágerlista (1992)                             | Helyezés |
| ---------------------------------------------- | -------- |
| Ausztrália Australian Albums (ARIA)            | 12       |
| Hollandia Dutch Albums (MegaCharts)            | 20       |
| Európai Unió European Albums (Music & Media)   | 26       |
| Németország German Albums (Offizielle Top 100) | 32       |
| Új-Zéland New Zealand Albums (RMNZ)            | 49       |
| Svájc Swiss Albums (Schweizer Hitparade)       | 39       |
| Egyesült Királyság UK Albums (OCC)             | 12       |

| Slágerlista (1993)                             | Helyezés |
| ---------------------------------------------- | -------- |
| Ausztria Austrian Albums (Ö3 Austria)          | 6        |
| Kanada Canada Top Albums/CDs (RPM)             | 35       |
| Hollandia Dutch Albums (MegaCharts)            | 4        |
| Európai Unió European Albums (Music & Media)   | 13       |
| Németország German Albums (Offizielle Top 100) | 9        |
| Svájc Swiss Albums (Schweizer Hitparade)       | 5        |
| Egyesült Királyság UK Albums (OCC)             | 36       |

| Slágerlista (1994)                  | Helyezés |
| ----------------------------------- | -------- |
| Ausztrália Australian Albums (ARIA) | 9        |

| Slágerlista (1995)                  | Helyezés |
| ----------------------------------- | -------- |
| Ausztrália Australian Albums (ARIA) | 45       |
| Új-Zéland New Zealand Albums (RMNZ) | 15       |

| Slágerlista (1996)                 | Helyezés |
| ---------------------------------- | -------- |
| Egyesült Királyság UK Albums (OCC) | 89       |

| Slágerlista (1997)                 | Helyezés |
| ---------------------------------- | -------- |
| Egyesült Királyság UK Albums (OCC) | 100      |

| Slágerlista (1998)                 | Helyezés |
| ---------------------------------- | -------- |
| Egyesült Királyság UK Albums (OCC) | 55       |

| Slágerlista (1999)                                             | Helyezés |
| -------------------------------------------------------------- | -------- |
| Ausztrália Australian Albums (ARIA) · 25th anniversary edition | 8        |
| Belgium Belgian Albums (Ultratop Flanders)                     | 33       |
| Belgium Belgian Albums (Ultratop Wallonia)                     | 38       |
| Európai Unió European Albums (Music & Media)                   | 10       |
| Egyesült Királyság UK Albums (OCC)                             | 4        |

| Slágerlista (2000)                 | Helyezés |
| ---------------------------------- | -------- |
| Egyesült Királyság UK Albums (OCC) | 41       |

| Slágerlista (2001)                 | Helyezés |
| ---------------------------------- | -------- |
| Egyesült Királyság UK Albums (OCC) | 148      |

| Slágerlista (2003)                 | Helyezés |
| ---------------------------------- | -------- |
| Egyesült Királyság UK Albums (OCC) | 193      |

| Slágerlista (2004)                 | Helyezés |
| ---------------------------------- | -------- |
| Egyesült Királyság UK Albums (OCC) | 47       |

| Slágerlista (2005)                 | Helyezés |
| ---------------------------------- | -------- |
| Egyesült Királyság UK Albums (OCC) | 118      |

| Slágerlista (2006)                 | Helyezés |
| ---------------------------------- | -------- |
| Egyesült Királyság UK Albums (OCC) | 194      |

| Slágerlista (2007)                 | Helyezés |
| ---------------------------------- | -------- |
| Egyesült Királyság UK Albums (OCC) | 166      |

| Slágerlista (2008)                                 | Helyezés |
| -------------------------------------------------- | -------- |
| Ausztrália Australian Albums (ARIA)                | 39       |
| Austrian Albums (Ö3 Austria)                       | 62       |
| Hollandia Dutch Albums (MegaCharts)                | 94       |
| Európai Unió European Albums (Billboard)           | 42       |
| Magyarország Hungarian Albums (MAHASZ)             | 66       |
| Új-Zéland New Zealand Albums (RMNZ)                | 46       |
| Svédország Swedish Albums (Sverigetopplistan)      | 93       |
| Svájc Swiss Albums (Schweizer Hitparade)           | 66       |
| Egyesült Királyság UK Albums (OCC)                 | 19       |
| Egyesült Államok US Top Catalog Albums (Billboard) | 23       |

| Slágerlista (2009)                                 | Helyezés |
| -------------------------------------------------- | -------- |
| Európai Unió European Albums (Billboard)           | 80       |
| Svájc Swiss Albums (Schweizer Hitparade)           | 71       |
| Egyesült Királyság UK Albums (OCC)                 | 54       |
| Egyesült Államok US Top Catalog Albums (Billboard) | 8        |

| Slágerlista (2010)                                 | Helyezés |
| -------------------------------------------------- | -------- |
| Egyesült Királyság UK Albums (OCC)                 | 90       |
| Egyesült Államok US Top Catalog Albums (Billboard) | 20       |

| Slágerlista (2011)                 | Helyezés |
| ---------------------------------- | -------- |
| Egyesült Királyság UK Albums (OCC) | 130      |

| Slágerlista (2012)                    | Helyezés |
| ------------------------------------- | -------- |
| Ausztria Austrian Albums (Ö3 Austria) | 47       |
| Egyesült Királyság UK Albums (OCC)    | 140      |

| Slágerlista (2013)                            | Helyezés |
| --------------------------------------------- | -------- |
| Ausztria Austrian Albums (Ö3 Austria)         | 64       |
| Svédország Swedish Albums (Sverigetopplistan) | 34       |
| Egyesült Királyság UK Albums (OCC)            | 119      |

| Slágerlista (2014)                             | Helyezés |
| ---------------------------------------------- | -------- |
| Ausztrália Australian Albums (ARIA)            | 88       |
| Ausztria Austrian Albums (Ö3 Austria)          | 11       |
| Dánia Danish Albums (Hitlisten)                | 17       |
| Németország German Albums (Offizielle Top 100) | 47       |
| Új-Zéland New Zealand Albums (RMNZ)            | 46       |
| Svédország Swedish Albums (Sverigetopplistan)  | 48       |
| Svájc Swiss Albums (Schweizer Hitparade)       | 24       |

| Slágerlista (2015)                            | Helyezés |
| --------------------------------------------- | -------- |
| Ausztria Austrian Albums (Ö3 Austria)         | 39       |
| Dánia Danish Albums (Hitlisten)               | 96       |
| Svédország Swedish Albums (Sverigetopplistan) | 56       |
| Svájc Swiss Albums (Schweizer Hitparade)      | 67       |
| Egyesült Királyság UK Albums (OCC)            | 79       |

| Slágerlista (2016)                            | Helyezés |
| --------------------------------------------- | -------- |
| Ausztria Austrian Albums (Ö3 Austria)         | 55       |
| Svájc Swiss Albums (Schweizer Hitparade)      | 82       |
| Svédország Swedish Albums (Sverigetopplistan) | 64       |
| Egyesült Királyság UK Albums (OCC)            | 72       |

| Slágerlista (2017)                    | Helyezés |
| ------------------------------------- | -------- |
| Ausztria Austrian Albums (Ö3 Austria) | 47       |
| Egyesült Királyság UK Albums (OCC)    | 77       |

| Slágerlista (2018)                       | Helyezés |
| ---------------------------------------- | -------- |
| Ausztrália Australian Albums (ARIA)      | 60       |
| Ausztria Austrian Albums (Ö3 Austria)    | 15       |
| Írország Irish Albums (IRMA)             | 12       |
| Svájc Swiss Albums (Schweizer Hitparade) | 40       |
| Egyesült Királyság UK Albums (OCC)       | 20       |

### Minősítések
| Ország                                    | Minősítés   | Eladások  |
| ----------------------------------------- | ----------- | --------- |
| Argentína (CAPIF)                         | 3x platina  | 180.000   |
| Ausztrália (ARIA)                         | 17x platina | 1.190.000 |
| Ausztria (IFPI Austria)                   | 3x platina  | 150.000   |
| Belgium (BEA)                             | 7x platina  | 350.000   |
| Brazília (Pro-Musica Brasil)              | arany       | 100.000   |
| Kanada (Music Canada)                     | gyémánt     | 1.000.000 |
| Chile                                     | -           | 40.000    |
| Dánia (IFPI Denmark)                      | 7x platina  | 560.000   |
| Finnország (Musiikkituottajat)            | 2x platina  | 145.962   |
| Franciaország (SNEP)                      | gyémánt     | 1.114.300 |
| Németország (BVMI)                        | 5x platina  | 2.500.000 |
| Magyarország (MAHASZ)                     | platina     | 100.000   |
| Olaszország (FIMI) (A 2008-as megjelenés) | platina     | 70.000    |
| Japán (RIAJ)                              | 3x platina  | 600.000   |
| Litvánia (LaMPA)                          | 4x platina  | 32.000    |
| Mexikó (AMPROFON)                         | platina     | 250.000   |
| Hollandia (NVPI)                          | platina     | 100.000   |
| Új-Zéland (RMNZ)                          | 16x platina | 240.000   |
| Lengyelország (ZPAV)                      | platina     | 100.000   |
| Portugália (AFP) (A 2008-as megjelenés)   | platina     | 20.000    |
| Oroszország (NFPF)                        | arany       | 10.000    |
| Spanyolország (PROMUSICAE)                | 5x platina  | 500.000   |
| Svédország (GLF)                          | 5x platina  | 500.000   |
| Svájc (IFPI Switzerland)                  | 10x platina | 500.000   |
| Egyesült Királyság (BPI)                  | 18x platina | 5.400.000 |
| Egyesült Államok (RIAA)                   | 6x platina  | 6.000.000 |